# Liana Stanciu
Liana Stanciu (n. 24 iulie 1971 București) este o prezentatoare de radio și televiziune din România. Suferă de disfonie din naștere, ceea ce conferă vocii sale un timbru aparte, care a contribuit la celebritatea ei.
A prezentat la posturile Radio Contact (12 ani), Radio Star, și a lucrat la televiziunile Antena 1 și B1 TV.
În prezent realizează la Magic FM, alături de Raul Brebu, emisiunea matinală „Magic Start”, unul dintre cele mai audiate programe matinale de radio din România.
Este căsătorită cu Mihai Georgescu, solistul trupei Bere Gratis, și împreună au o fiică, Teodora, născută pe 7 decembrie 2005.